# Planned Parenthood
International Planned Parenthood Federation (zkratka IPPF, častěji jen Planned Parenthood, česky Plánované rodičovství) je globální nevládní organizace s širokým spektrem zaměření, jejichž centrem je propagace zdravého [zdroj?] sexuálního života, plánování rodičovství a vykonávání umělých potratů i potratů částečným porodem. Jedná se o největšího poskytovatele potratů ve Spojených státech amerických.
Byla založena v indické Bombaji v roce 1952 na 3. mezinárodní konferenci plánovaného rodičovství. Sestává ze 149 členských asociací ve 189 zemích. Organizace má sídlo v Londýně.
Zakladatelkou je Margaret Sanger, která jako jedna z prvních žen podporovala antikoncepci. Zároveň zastávala některé rasistické myšlenky.

## Mise a charakteristika organizace
- rovnoprávnost žen (ženy mají být rovnocennými partnery mužům v plánování rodičovství a rodinných otázkách)
- její činnost má postoj pro-choice, nicméně umělé potraty zahrnují jen asi 3 % aktivit organizace [zdroj?]
- další služby (zaměřené jak na ženy, tak na lidi s nízkými příjmy) týkající se sexuálního vzdělávání a zdraví, např. vyšetření rakoviny prsu u žen, vyšetření rakoviny prostaty u mužů, antikoncepce, testy na pohlavní nemoci a jejich prevence, speciální program pro náctileté

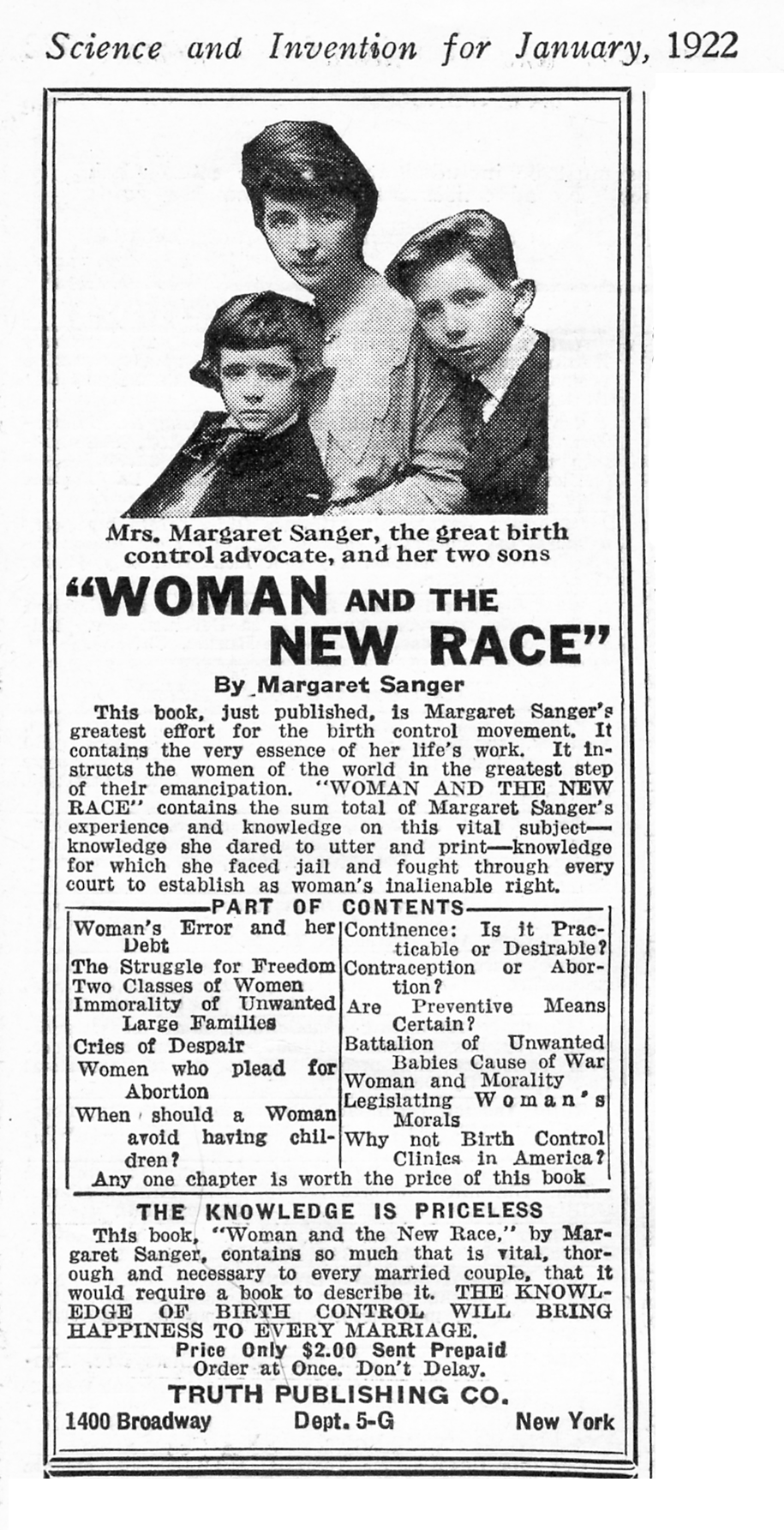
Kniha z roku 1920 v níž zakladatelka Planned Parenthood Margaret Sangerová podporuje eugeniku vůči Afroameričanům.

- služby jsou placeny ze zdravotního pojištění jejich klientů/pacientů, pro lidi z nízkopříjmových skupin jsou zdarmaKniha z roku 1920 v níž zakladatelka Planned Parenthood Margaret Sangerová podporuje eugeniku vůči Afroameričanům.v roce 2015 v USA služeb Planned Parenthood využilo 78 % lidí s příjmy na nebo pod 150 % úrovně chudoby (podle federální definice)[3]

## Obvinění z prodeje plodové tkáně
V roce 2015 byla zveřejněna dvě videa natočená skrytou kamerou z rozhovorů s dvěma vedoucími pracovníky americké pobočky PP. Jednalo se o tzv. sting video, ve kterém se falešný zájemce dohadoval s pracovnicemi PP o dodávce zygot nebo jiného organického materiálu z porodu (určeného buď na bezpečnou likvidaci nebo vědecký výzkum). Kratší, hutně sestříhaná verze, ve které představitelka PP povídá o cenách dodání, vyznívá, jakoby organizace tuto činnost dělala ryze pro peníze, nicméně, v nesestříhané verzi tuto domněnku vyvrací a explicitně říká, že cílem Planned Parenthood není obchodovat s tímto organickým materiálem a že uvedené ceny jsou za přepravu. Americká větev organizace, Planned Parenthood Federation of America, se krátce nato dostala do povědomí médií a médií a ve Spojených státech se rozběhla diskuze o jejím financování státem. PPFA dostává v současnosti dotace 505 milionů dolarů ročně a od srpna 2015 se vedou dohady, zdali dotace této organizace odebrat kompletně. Návrhy hájící kompletní utnutí státních financí pocházejí téměř výhradně od republikánů a politiků vyznávajících konzervativních hodnoty a vyznávající křesťanskou víru. Progresivní část debatujících upozorňuje na fakt, že uniklá videa jsou sestříhaná manipulativně tak, aby vyvolaly mylný dojem; dále poukazují na neférovost prezentace celé kauzy v médiích (Planned Parenthood byla ukazována víceméně jako potratová klinika nebo organizace obchodující s lidskými plody, což neodpovídá skutečnosti), a též na to, že likvidací Planned Parenthood by zaniklo ostatních 97 % služeb, které PP poskytuje buď zcela bez náhrady nebo jako alternativu k drahým službám klinik s komerčními cenami.
Texaský prokurátor byl pověřen vyšetřováním obvinění z ilegálního prodeje tkáně plodu. 26. ledna 2016 velká porota v Houston zastavila vyšetřování Planned Parenthood a místo toho obvinila autory videa z užívání padělaných dokladů.

## Protipotratový terorismus

### Ozbrojený útok v Massachusetts
V roce 1994 zaútočil John C. Salvi, stoupenec radikální křesťansko teroristická skupiny Armáda Páně (Army of God) na zařízení Planned Parenthood obsahující potratovou kliniku v americké obci Brookline, Massachusetts. Zastřelil recepční Shannon Lowney a Lee Ann Nichols a postřelil a zranil několik dalších.

### Střelba v Colorado Springs
27. listopadu 2015 okolo 11:38 tamního času zaútočil Robert Dear (57 let) vyzbrojený útočnou puškou na kliniku Planned Parenthood v Colorado Springs. Tři lidé byli zabiti, včetně jednoho policisty, a devět dalších zraněno. Útočník se vzdal polici. Po svém činu odkázal k výše zmíněnému videu.